# سیارک ۸۶۹
سیارک ۸۶۹ (به انگلیسی: 869 Mellena، نامگذاری:1917BV) هشتصد و شصت و نهمین سیارک کشف شده‌است که در ۹ مه ۱۹۱۷ کشف شد.
قدر مطلق سیارک برابر ۱۲٫۴۰ است.